# アルペン飯田号

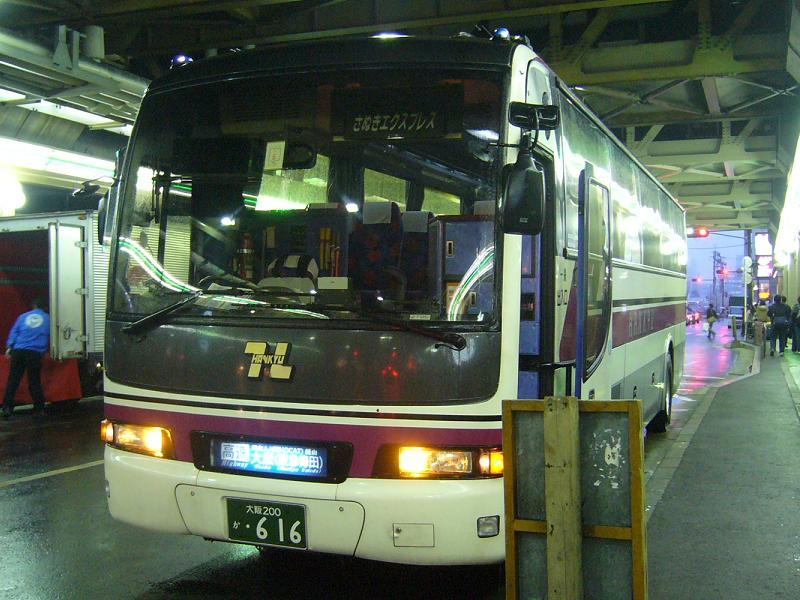
阪急バス車両（共通運用の「さぬきエクスプレス大阪号」）

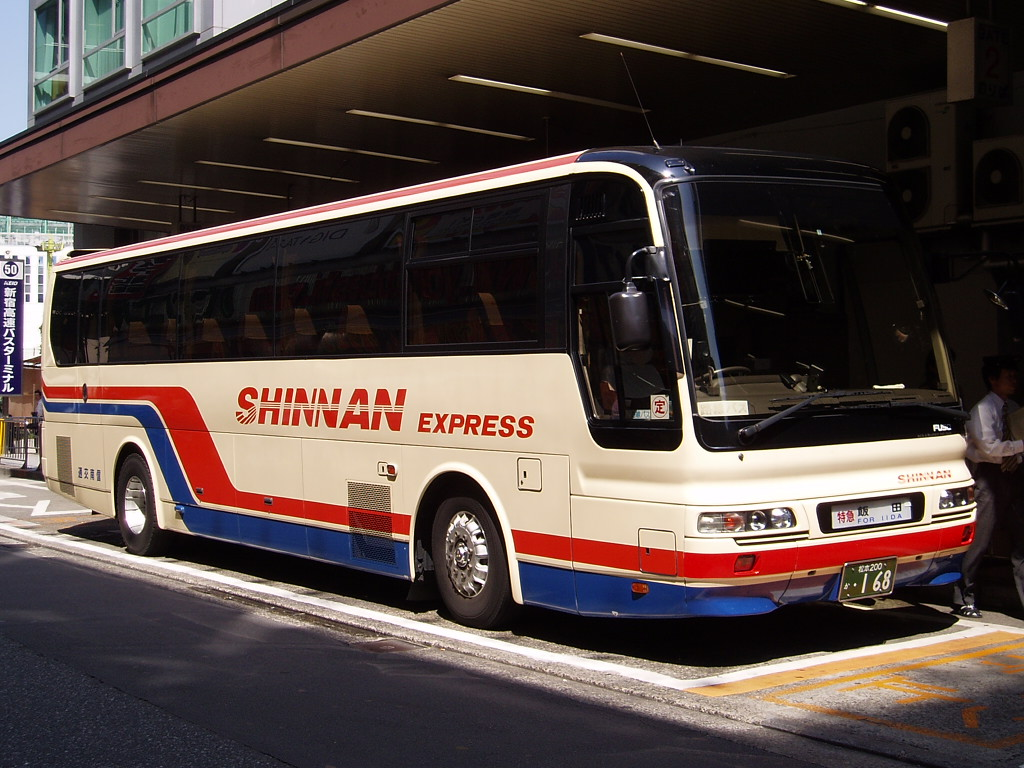
信南交通車両（共通運用の「中央高速バス」）

アルペン飯田号（アルペンいいだごう）とは、1989年から1992年まで、大阪府大阪市と長野県飯田市を結んでいた高速バス。
現在はアルペン伊那号が上飯田・駒場に停車してカバーしている。
2012年11月より、伊賀良が復活し、事実上、飯田市内乗り入れが復活している。

## 運行会社
- 阪急バス
- 伊那バス
- 信南交通

## 運行回数
昼行便1日1往復。

## 沿革
- 1989年12月22日 - 運行開始
- 1991年6月 - 信南交通がアルペン伊那号(伊那〜大阪線)に運行参加 - 
- 1992年2月1日 - アルペン飯田号運行休止
- 1993年 - 運行廃止。その後、アルペン伊那号に統合
- 2012年11月 - アルペン伊那号が伊賀良を追加。事実上、飯田市内の地上最寄り停留所が復活する。

## 運行経路
大阪（阪急梅田駅・阪急三番街高速バスターミナル） - 新大阪（阪急バスターミナル） - 千里ニュータウン（北大阪急行桃山台駅） - 名神茨木 - 名神高槻 - 名神大山崎 -  京都深草 -（名神高速道路） - （東名高速道路） - （中央自動車道）- 駒場 - 伊賀良 -  飯田BC
多賀SA・恵那峡SAで休憩する。

## 座席・サービス
原則として、全便化粧室付き4列シート車で運行。

## 注記
1. 1 2  信南交通のお知らせ 高速バス大阪線 伊賀良追加 名神茨木の廃止
2. ↑  伊那バス沿革 大阪線運行開始 平成元年12月20日
3. ↑  信南交通沿革 平成03年6月大阪線運行開始 伊那バス、阪急バスと3社で共同運行開始。
4. ↑  上飯田が最寄りとなるが、伊賀良 飯田バスセンターには行かないため、飯田市内の最寄り停留所は上飯田となる。